# Euchromia madagascarensis
Euchromia madagascarensis är en fjärilsart som beskrevs av Jean Baptiste Boisduval 1833. Euchromia madagascarensis ingår i släktet Euchromia och familjen björnspinnare. Inga underarter finns listade i Catalogue of Life.